# Авіаційна психологія
Авіаційна психологія (авіапсихологія, психологія льотної праці:6) — галузь психології, метою якої є вивчення психологічних закономірностей трудової діяльності авіаційних фахівців. Вивчення цих закономірностей передбачає дослідження всіх чинників льотної праці, а водночас усіх приватних і загальних психічних реакцій людини на політ:9. Результати досліджень в галузі авіаційної психології використовують для підвищення ефективності та безпеки авіаційної праці, для покращення відбору кандидатів в авіаційні фахівці, а також під час створення й експлуатації авіаційної техніки.
Окрема перспективна ділянка авіапсихології припадає на проблематику експлуатації БПЛА. Авіаційна психологія тісно пов'язана з авіаційною медициною, психофізіологією, когнітивною психологією, інженерною психологією, екстремальною психологією, психологією особистості, соціальною психологією, а також елементами теорії систем, теорії автоматичного регулювання, кібернетики тощо.

## Історія
Виникла на рубежі XIX і XX сторіч у зв'язку з винаходом літальних апаратів та зростаючою роллю людського фактора. Формувалася під впливом психофізіології, психології праці та інженерної психології. Виділення авіаційної психології у самостійну дисципліну зумовлено великою специфічністю перебігу психічних процесів і під час польотів. Ця специфіка насамперед полягає в тому, що відрив людини від земної поверхні спричиняє різку зміну пристрою просторового орієнтування та появу значної психічної напруги; особливості впливу зовнішнього середовища — прискорення, перепади барометричного тиску, зміни газового складу атмосфери тощо — можуть істотно впливати на центральну нервову систему; великі швидкості переміщення повітряного судна та можливість виникнення аварійних ситуацій вимагають постійного зосередження уваги, швидких рішень та дій.
У СРСР інтенсивний розвиток науки почався з 20-х років 20 сторіччя і пов'язаний з такими вченими, як С. Є. Мінц, К. К. Платонов та інші.